# Morophaga vadonella
Morophaga vadonella är en fjärilsart som beskrevs av Pierre E.L. Viette 1954. Morophaga vadonella ingår i släktet Morophaga och familjen äkta malar.
Artens utbredningsområde är Madagaskar. Inga underarter finns listade i Catalogue of Life.